# Aminopterin
Aminopterin (hoặc axit 4-aminopteroic), dẫn xuất 4-amin của axit folic, là một loại thuốc chống ung thư có đặc tính ức chế miễn dịch thường được sử dụng trong hóa trị. Aminopterin là một dẫn xuất tổng hợp của pterin. Aminopterin hoạt động như một chất ức chế enzyme bằng cách cạnh tranh vị trí gắn kết folate của enzyme dihydrofolate reductase. Ái lực liên kết của nó với dihydrofolate reductase ngăn chặn hiệu quả sự tổng hợp tetrahydrofolate. Điều này dẫn đến sự suy giảm các tiền chất nucleotide và ức chế DNA, RNA và tổng hợp protein.
Nó được phân loại là một chất cực kỳ nguy hiểm ở Hoa Kỳ như được định nghĩa trong Mục 302 của Đạo luật về quyền biết và lập kế hoạch khẩn cấp của cộng đồng Hoa Kỳ (42 USC 11002) và phải tuân thủ các yêu cầu báo cáo nghiêm ngặt của các cơ sở sản xuất, lưu trữ, hoặc sử dụng nó với số lượng đáng kể.

## Công dụng
Được phát hiện bởi Tiến sĩ Yellapragada Subbarow, loại thuốc này được Sidney Farber sử dụng lần đầu tiên vào năm 1947 để gây ra sự thuyên giảm ở trẻ em mắc bệnh bạch cầu. Aminopterin sau đó đã được đưa ra thị trường bởi Phòng thí nghiệm Lederle (Pearl River, New York) tại Hoa Kỳ từ năm 1953 đến 1964 để chỉ định bệnh bạch cầu ở trẻ em. Các methotrexate antifolate liên quan chặt chẽ đã được công ty đồng thời đưa ra thị trường trong cùng thời gian. Aminopterin đã bị ngưng bởi Phòng thí nghiệm Lederle vì ủng hộ methotrexate do những khó khăn trong sản xuất trước đây.
Trong thời gian Aminopterin được bán trên thị trường, đại lý đã được sử dụng ngoài nhãn hiệu để điều trị an toàn cho hơn 4.000 bệnh nhân bị bệnh vẩy nến ở Hoa Kỳ, tạo ra các vết thương rõ rệt.
Việc sử dụng aminopterin trong điều trị ung thư đã được thay thế vào những năm 1950 bởi methotrexate do chỉ số điều trị tốt hơn sau này trong mô hình khối u gặm nhấm. Bây giờ trong một chế phẩm tinh khiết hơn và được hỗ trợ bởi bằng chứng trong phòng thí nghiệm về sự hấp thu tế bào khối u vượt trội trong ống nghiệm, aminopterin đang được nghiên cứu trong các thử nghiệm lâm sàng trong bệnh bạch cầu như là một chất chống nấm có khả năng vượt trội so với methotrexate.
Các hợp chất đã được khám phá như một chất phá thai trong những năm 1960 và trước đó, nhưng có liên quan đến dị tật bẩm sinh. Những bất thường bẩm sinh tương tự đã được ghi nhận với methotrexate, và các tác dụng gây quái thai của chúng đã được gọi là hội chứng aminopterin của thai nhi. Khi một cụm bất thường tương tự xuất hiện trong trường hợp không tiếp xúc với thuốc chống nấm, nó được gọi là hội chứng giống aminopterin mà không có aminopterin.
Mặc dù việc sử dụng các aminopterin như một rodenticide được khẳng định rộng rãi trên web và các nơi khác, không có bằng chứng rằng nó đã từng được sử dụng cho mục đích đó hoặc là ở Hoa Kỳ hay ở những nơi khác trên thế giới. Việc chuẩn bị các phân tử là phức tạp và đắt tiền. Nó cũng không ổn định trong môi trường do suy thoái bởi ánh sáng và nhiệt. Hiệp hội aminopterin bị nhầm lẫn rõ ràng với việc sử dụng nó như một loại thuốc diệt chuột có khả năng bắt nguồn từ một bằng sáng chế năm 1951 được cấp cho Công ty Cyanamid của Mỹ (sau đó là công ty cổ phần của Phòng thí nghiệm Lederle) thường được trích dẫn bởi nhiều sách giáo khoa tham khảo. Aminopterin có LD Lo đơn liều 2,5   mg/kg khi dùng đường uống cho chuột.
Aminopterin được sử dụng rộng rãi trong môi trường chọn lọc (như môi trường HAT) để nuôi cấy tế bào, đặc biệt là trong sự phát triển của các tế bào lai, tiết ra các kháng thể đơn dòng.

## Hàm ý trong Thực phẩm thu hồi 2007
Vào ngày 23 tháng 3 năm 2007, ABC News báo cáo  aminopterin đó là hóa học liên quan đến 2007 Menu Foods thức ăn thú nuôi ô nhiễm thực phẩm. Vụ việc dẫn đến việc thu hồi lớn các loại thực phẩm bị ảnh hưởng. Liên kết đến aminopterin đã được xác nhận bởi Ủy viên Nông nghiệp bang New York Patrick Hooker và Tiến sĩ Donald Smith, Trưởng khoa Thú y của Đại học Cornell, trong một tuyên bố được đưa ra cùng ngày.
Vào ngày 27 tháng 3, Trung tâm kiểm soát chất độc động vật ASPCA bày tỏ lo ngại rằng vấn đề có thể chưa được hiểu đầy đủ và các chất gây ô nhiễm khác có thể liên quan, lưu ý rằng "các dấu hiệu lâm sàng được báo cáo ở mèo bị ảnh hưởng bởi thức ăn bị ô nhiễm không hoàn toàn phù hợp với việc nuốt phải thuốc diệt chuột có chứa aminopterin ". Vào ngày 30 tháng 3, nó đã được báo cáo rộng rãi rằng Cục Quản lý Thực phẩm và Dược phẩm Hoa Kỳ đã tìm thấy melamine trong gluten lúa mì được sử dụng trong các loại thức ăn cho thú cưng. Những báo cáo tương tự đã tuyên bố rằng FDA đã không tìm thấy bằng chứng về aminopterin trong gluten lúa mì. Các thử nghiệm tại Đại học Guelph ở Ontario, Canada đã phát hiện aminopterin trong một số mẫu thức ăn cho vật nuôi, nhưng chỉ ở nồng độ phần tỷ hoặc phần nghìn tỷ, quá thấp để gây ra các triệu chứng nhìn thấy.

## Phơi nhiễm và điều trị
Các triệu chứng phơi nhiễm ở người bao gồm:
- buồn nôn
- nôn
- chán ăn
- giảm cân
- ớn lạnh
- sốt
- viêm miệng - viêm niêm mạc miệng
- viêm họng - viêm họng
- phát ban hồng ban - nổi mẩn đỏ trên da
- tăng sắc tố - tăng sắc tố liên quan đến các tổn thương vảy nến
- xuất huyết tiêu hóa
- suy thận - với liều cao nhất thiết phải liên quan đến giải cứu leucovorin đồng thời
- phá thai ở phụ nữ có thai

Liều aminopterin của supralethal có thể được giải cứu bằng thuốc giải độc Leucovorin (còn được gọi là axit folinic), một dạng axit folic giảm mà bỏ qua dihydrofolate reductase, enzyme bị ức chế bởi aminopterin. Leucovorin đã được sử dụng trên chuột, chó và người để giải cứu độc tính aminopterin. Giải cứu Leucovorin là một phương pháp điều trị có chủ đích được sử dụng với thuốc chống đông máu để đạt được nồng độ thuốc gây ung thư nếu không sẽ gây tử vong cho bệnh nhân.
Ở người, giải cứu leucovorin khi dùng quá liều dưới 10   mg aminopterin trung bình 70   kg người lớn nên bao gồm một liều leucovorin ban đầu ít nhất là 20   mg (10,0   mg/m 2), tiêm tĩnh mạch (tốt nhất), hoặc uống. Liều tiếp theo là 20   mg (có thể được dùng bằng đường uống) nên được đưa ra trong khoảng thời gian 6 giờ cho đến khi các bất thường về huyết học được cải thiện.
Quá liều aminopterin lớn ở người (tức là> 40   mg AMT trong trung bình 70   kg người lớn), nên được tiếp cận với liều leucovorin ban đầu là 100   mg (50   mg/m 2), được tiêm tĩnh mạch và tiếp tục trong khoảng thời gian 6 giờ cho đến khi các bất thường về huyết học được cải thiện (có thể là 8 khóa1212 trở lên). Ngoài ra, để ngăn ngừa nhiễm độc thận qua trung gian aminopterin có thể biểu hiện khi tăng creatinine huyết thanh và làm chậm thêm việc loại bỏ thuốc, kiềm hóa nước tiểu bằng NaHCO
3 </br> Mở rộng NaHCO
3 và thể tích nên được xem xét trong trường hợp quá liều aminopterin lớn, đặc biệt là những trường hợp liên quan đến hơn 100   mg AMT trong trung bình 70   kg người trưởng thành.
Phù hợp với chu kỳ enterohepatic đã biết của methotrexate antifolate liên quan, than hoạt tính uống, và cathartic muối hoặc sorbitol có thể thúc đẩy bài tiết nếu nghi ngờ quá liều aminopterin. Tuy nhiên, giải cứu với leucovorin sẽ tạo thành xương sống điều trị.
Axit vitamin folic là tiền chất oxy hóa để giảm folate ở thượng nguồn của phong tỏa tại dihydrofolate reductase, và so với leucovrin được công nhận là thuốc giải độc rất yếu đối với các tác dụng độc hại của thuốc chống đông máu không phù hợp để sử dụng trong trường hợp nhiễm độc cấp tính. Trinich et al. Những con chó lai được tiêm dưới da bằng aminopterin và axit folic đồng thời để kiểm tra xem axit folic có thể giải cứu động vật khỏi mức độ gây tử vong và độc tính của aminopterin  Chó được tiêm 0,020, 0,046, 0,044 leo lên 0,088 và 0,097   mg/kg aminopterin mỗi ngày trong 7 đến 12 ngày. Axit folic được cho theo tỷ lệ trọng lượng với aminopterin là 200: 1 đến 800: 1. Tất cả các động vật sống sót. Ngược lại, động vật được cho aminopterin với số lượng 0,041   mg/kg/ngày x 6 ngày không có axit folic chết. Do đó, khi tỷ lệ axit folic so với aminopterin là 200: 1 trở lên, tất cả các đối tượng sống sót trên chế độ điều trị có thể gây tử vong đồng đều cho tất cả các đối tượng.
Các tác động tương tự cũng đã được ghi nhận ở các loài gặm nhấm, trong đó phạm vi giải cứu bằng axit folic khá hẹp và phụ thuộc nhiều vào thời gian (tối ưu là 1 giờ trước khi dùng aminopterin) liên quan đến aminopterin. Mối quan hệ tạm thời giữa quản lý và giải cứu axit folic đã được hiểu là khoảng thời gian cần thiết để vitamin được chuyển đổi in vivo thành các dạng giảm.